# Górowscy
Rodzina Górowskich, której pierwszym ze znanych historii członków był Jan wywodzi się mniej więcej z przełomu wieków XII-XIII. Była to zamożna rodzina, której majątek szacuje się na około 200 hektarów pól i lasów, nadanych im przez piastowskiego księcia Leszka Białego, jednak brak dokładnych danych, w którym roku. 
Według nielicznych źródeł, Górowscy odznaczali się zmiłowaniem do walki, awantur i pijaństwa. Wnuk Jana, Mateusz miał rzekomo najechać w gniewie swego sąsiada Leskowskiego, gdyż ten nie chciał oddać mu córki Marii. 
Jak mówi legenda, syn Mateusza - Kazimierz - miał wsławić się zaniechaniem napadu na królewskiego emisariusza w przełęczy między górami Luboń a Szczebel w 1294 roku, i za to otrzymał kolejne ziemie, zniesiono proces z Leskowskimi i zaskarbił sobie przychylność władcy. Wieś, w której się to stało, do dziś nosi nazwę Tenczyn na pamiątkę tamtego wydarzenia. 
Według późniejszych źródeł rodzina Górowskich stawała w bitwie pod Cecorą ze swą chorągwią w 1595 roku, a także pod Chocimiem w 1673 roku. Wielce prawdopodobne jest, że przez niedługi czas byli oni właścicielami zamku w Gołuchowie w XVIII wieku. 
Ród ten utracił większość majątku w wyniku uczestnictwa w Powstaniu krakowskim, zubożał i przestał się liczyć jako zamożna rodzina. Karol Górowski, ostatni ze znanych przedstawicieli rodu Górowskich, wraz z trzema córkami, został napadnięty i spalony przez chłopstwo w czasie rzezi galicyjskiej. 